# Neotatea colombiana
Neotatea colombiana är en tvåhjärtbladig växtart som beskrevs av Bassett Maguire. Neotatea colombiana ingår i släktet Neotatea och familjen Calophyllaceae. Inga underarter finns listade i Catalogue of Life.